# NGC 2587
NGC 2587 (również OCL 706 lub ESO 431-SC7) – gromada otwarta znajdująca się w gwiazdozbiorze Rufy. Odkrył ją John Herschel 22 stycznia 1835 roku. Jest położona w odległości ok. 8,8 tys. lat świetlnych od Słońca.